# Rinke Pennings
Rinke Pennings ('s-Hertogenbosch, 16 april 1993) is een Nederlands voetballer die bij voorkeur speelt als middenvelder. Hij verruilde in januari 2015 VV De Valk voor KFC Lille. Pennings beëindigde zijn carrière na seizoen 22/23 bij vv RPC uit Eindhoven.

## Clubcarrière
Pennings doorliep alle jeugdelftallen van PSV van de E1 tot en met de A1. Zonder te debuteren in het eerste team, vertrok hij voorafgaand aan het seizoen 2011/2012 naar stadsgenoot FC Eindhoven. Op 28 oktober 2011 maakte hij daarvoor zijn debuut in het betaald voetbal, tegen FC Oss. In zijn eerste wedstrijd was hij meteen trefzeker. In de zomer van 2012 maakte Pennings transfervrij de overstap naar FC Den Bosch.
In het seizoen 2019 - 2020 speelt hij voor RPC Eindhoven.